# 아시아의 항공사 목록
이 문서는 아시아의 항공사에 대한 목록이다. 현재 운영중인 항공사를 위주로 하고 있다.

## 목록

### 남아시아

#### 네팔
- 네팔항공
- 예티항공

#### 몰디브
- 메가 몰디브
- 몰디비안 항공

#### 방글라데시
- 비맘 방글라데시 항공

#### 부탄
- 드루크 에어

#### 스리랑카
- 스리랑카 항공

#### 파키스탄
- 파키스탄 국제 항공
- 에어 블루
- 세레네 에어

### 동아시아

#### 몽골
- MIAT 몽골 항공
- 훈누 에어
- 에어로 몽골리아
- 이즈니스 항공

#### 조선민주주의인민공화국
- 고려항공

#### 타이완
- 에바 항공
- 중화항공
- 만다린 항공
- 유니 항공

### 동남아시아

#### 라오스
- 라오 에어
- 라오 항공

#### 말레이시아
- 말레이시아 항공
- 에어아시아
- 에어아시아 X

#### 미얀마
- 미얀마 내셔널 항공
- 미얀마 국제항공

#### 브루나이
- 로열 브루나이 항공

#### 인도네시아
- 가루다 인도네시아 항공
- 라이온 에어
- 에덤 에어
- 발틱 항공
- 시티링크

#### 캄보디아
- 캄보디아 앙코르 항공
- 스카이 앙코르 항공

#### 필리핀
- 필리핀 항공
- 세부 퍼시픽
- 필리핀 에어아시아

### 서아시아

#### 레바논
- 중동 항공

#### 바레인
- 걸프 에어

#### 사우디아라비아
- 사우디아 항공
- 플라이나스
- 에어 아댈

#### 시리아
- 참윙스 항공
- 시리아 항공

#### 아랍에미리트
- 에미레이트 항공
- 에티하드 항공
- 에어 아라비아
- 플라이두바이

#### 아르메니아
- 에어컴퍼니 아르메니아

#### 아제르바이잔
- 아제르바이잔 항공

#### 예멘
- 예메니아 항공

#### 오만
- 오만 항공
- 살람 에어

#### 요르단
- 로얄 요르단 항공

#### 이라크
- 이라크 항공

#### 이란
- 이란 항공
- 마한항공

#### 이스라엘
- 엘알 이스라엘 항공
- 아키아 이스라엘 항공

#### 조지아
- 조지아 항공

#### 카타르
- 카타르 항공

#### 쿠웨이트
- 쿠웨이트 항공
- 에비아 항공사

#### 키프로스
- 키프로스 항공

#### 튀르키예
- 터키항공
- 아틀라스 글로벌

### 중앙아시아

#### 아프가니스탄
- 아리아나 아프간 항공

#### 우즈베키스탄
- 우즈베키스탄 항공

#### 카자흐스탄
- SCAT
- 아스타나 항공
- 알마티 항공
- 타미드 항공
- 툴파 에어 서비스

#### 키르기스스탄
- 테즈젯 항공

#### 타지키스탄
- 소몬항공

#### 투르크메니스탄
- 투르크메니스탄 항공

## 같이 보기
- 아시아의 공항 목록
- 아시아의 운항중단된 항공사 목록
- 항공사 목록
- 항공사